# Torre d'Ovarda
La Torre d'Ovarda (3.075 m s.l.m.) è una montagna delle Alpi di Lanzo e dell'Alta Moriana nelle Alpi Graie.

## Descrizione

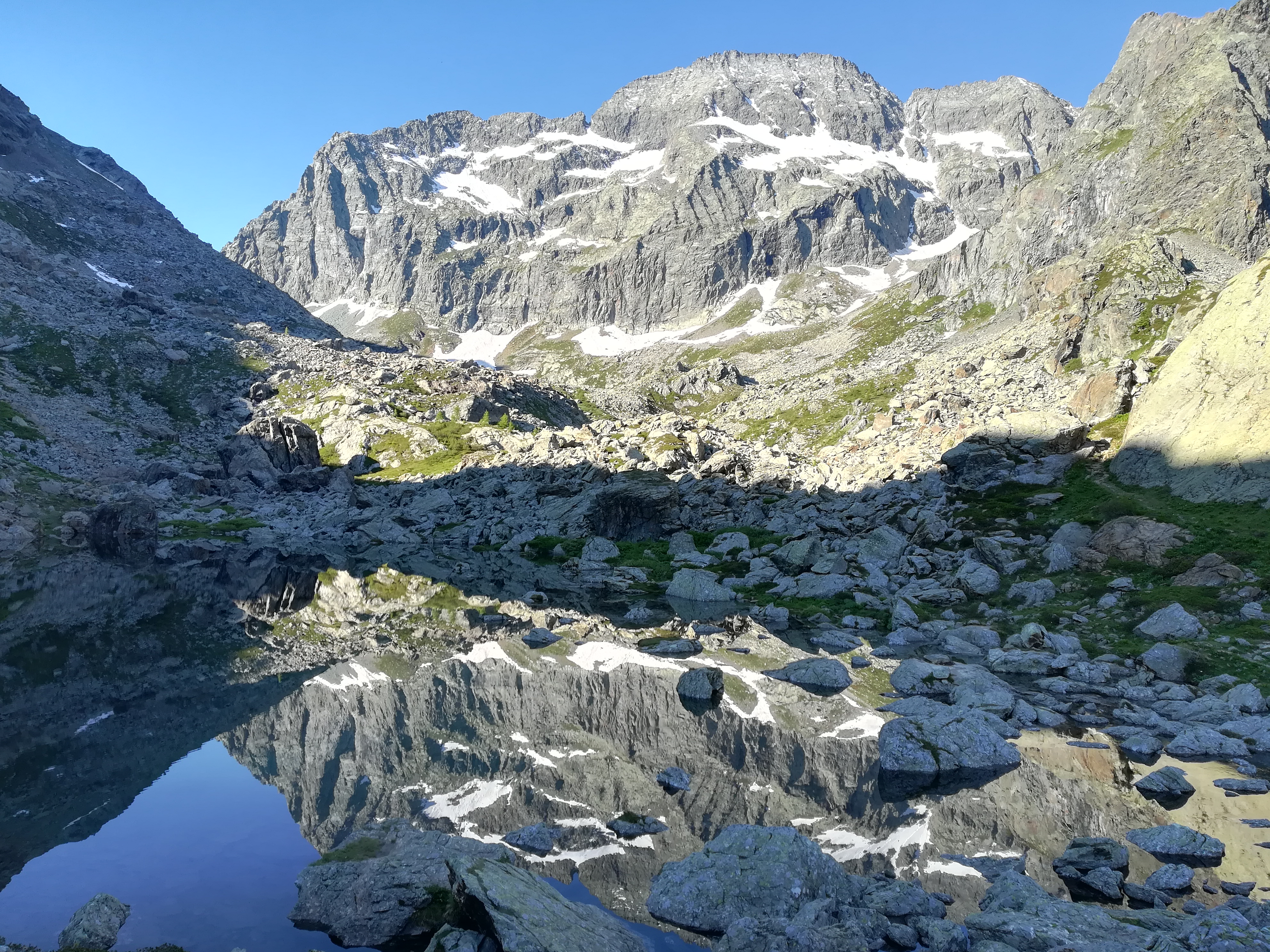
la montagna nel suo versante nord verso Balme mentre si specchia in uno dei due Laghi Verdi.

Si trova in Piemonte nelle Valli di Lanzo nella linea di montagne che separa la Val d'Ala dalla Val di Viù. Nel versante della val d'Ala il monte incombe su Balme; in quello della valle di Viù si trova all'altezza di Usseglio.
È costituita da tre vette: Occidentale (2.997 m), Centrale (3.075 m) ed Orientale (2.922 m). Sulla montagna è collocato il punto geodetico trigonometrico dell'IGM denominato Torre D'Ovarda (055089).

## Geologia
Nella seconda metà del XIX secolo il geologo Johann Strüver (1842 - 1915) battezzò ovardite una varietà di roccia scistosa, abbondante nelle Valli di Lanzo e nella quale, accanto ai predominanti feldspato e mica, sono presenti vari altri minerali tra i quali l'epidoto.

## Salita alla vetta
Si può salire sulla vetta lungo la via normale che si svolge sul versante sud a partire dal Colle di Costafiorita (2.440 m). Si tratta di un itinerario alpinistico. Il colle si può raggiungere da Balme passando per il bivacco Gandolfo ed il passo Paschiet oppure si può raggiungere partendo da Usseglio.